# Macrocondyla koslowskyi
Macrocondyla koslowskyi är en tvåvingeart som först beskrevs av Edwards 1930.  Macrocondyla koslowskyi ingår i släktet Macrocondyla och familjen svävflugor. Inga underarter finns listade i Catalogue of Life.